# ألبرتو غوميز (لاعب كرة قدم برتغالي)
ألبرتو غوميز (29 ديسمبر 1915 في البرتغال - 16 فبراير 1992) هو مدرب كرة قدم ولاعب كرة قدم برتغالي في مركز الهجوم. شارك مع منتخب البرتغال لكرة القدم. أما مع النوادي، فقد لعب مع نادي أكاديميكا كويمبرا.

## وصلات خارجية
- ألبرتو غوميز على موقع قاعدة بيانات كرة القدم.إي يو (الإنجليزية)